# Волво XC90
Волво XC90 (швед. Volvo XC90) је луксузни кросовер средње величине, који производи шведски произвођач аутомобила Волво од 2002. године. Тренутно се производи у другој генерацији.

## Историјат
XC90 је први и тренутно највећи кросовер марке Волво. У првој и другој генерацији, 2003. и 2016. године, освојио је награду Северноамерички аутомобил године у категорији СУВ возила. У избору за Европски аутомобил године 2016, осваја друго место. У обе генерације осваја награду часописа Motor Trend за СУВ године (2003. и 2016). У Аустралији осваја награду за најбољи СУВ 2015. године, а 2016. осваја награду Јужноафрички аутомобил године.
Главни конкуренти су му Мерцедес М класе и BMW X5.

### Прва генерација (2002−2014)
Прва генерација представљена на Северноамеричком међународном сајму аутомобила у Детроиту 2002. године и користила је платформу П2, коју дели са првом генерацијом аутомобила S80 и другим великим аутомобилима компаније Волво. Производио се у месту Торсланда у Шведској до 2014. године, када Волво премешта производњу у Кину где се производио до 2016. године као XC Classic.
Доступан је са пет седишта, а уз доплату и са седам седишта. Својом дужином од 4.821 мм и висином од 1.784 мм пружа обиље простора и удобности у унутрашњости.  Запремина пртљажника варира с обзиром на број седишта од 483 литра до 1.837 литара. Иако у вожњи није агилан попут његових конкурената, XC90 пружа удобност током дужих путовања. Осим удобности, његове главе особине су и висока сигурност и квалитет материјала.
На европским тестовима судара 2003. године, XC90 је добио максималних пет звездица за безбедност. У стандардну сигурносну опрему укључени су предњи ваздушни јастуци, бочни ваздушни јастуци и ваздушне завесе дуж аутомобила, АБС и контрола стабилности.
Рестајлинг је урађен 2007, 2009, 2010. и 2012. године. Уграђивали су се бензински мотори од 2.5 (210 КС), 2.9 (272 КС), 3.2 (238 и 243 КС), 4.4 (315 КС) и дизел мотори од 2.4 (163, 185 и 200 КС).

### Друга генерација (2015−)
Друга генерација је представљена крајем августа 2014. у Стокхолму, а производња је кренула почетком 2015. године. Заснован је на новој SPA платформи која карактерише смањење тежине уз истовремено побољшање сигурности и ефикасности. XC90 је први модел који је у потпуности развијен након што је кинески Џили купио Волво од Форда. XC90 је уједно и први модел који је обликован под надзором новог шефа дизајна, Томаса Ингенлата.
Дизајнерска концепција јесте нова, али XC90 је ипак задржао конзервативан изглед. Најупечатљивији елеменат на предњем делу, јесте такозвани „Торов чекић” - лед дневна светла у облику слова Т која су уклопљена у фарове. Маска хладњака је већа него код претходне генерације. На задњем делу возила истичу се карактеристична стоп-светла која се простиру дуж задњих кровних носача. Иако је овај облик задњих светлосних група и раније коришћен на XC90, на новом моделу је више наглашена њихова изломљена линија.
Унутрашњост возила одише луксузом и минимализмом, када је реч о командама. Готово свим функцијама управља се преко великог централно постављеног екрана мултимедијалног уређаја са интегрисаним „Apple CarPlay” системом који подржава и гласовне команде. XC90 има три реда седишта, а из компаније истичу да је трећи ред тако конструисан да у њему удобно могу да се сместе два одрасла путника висине до 170 цм.
Аутомобил је опремљен најсавременијим безбедносним системима и технологијама, као што су функција аутоматског кочења, како би се избегао судар са другим возилом, систем који детектује ако се аутомобил сувише приближио ивици пута или банкини, систем за препознавање и упозорење на појаву пешака испред возила, функција која одржава возило унутар линија саобраћајне траке којом се креће, систем за препознавање знакова и многи други.
Рестајлинг је урађен 2019. године.  Уграђивали су се бензински мотори од 2.0 (250, 253, 254, 300, 310, 320 и 326  КС), дизел мотори од 2.0 (190, 225, 235 и 240 КС) и хибридни 2.0 (303+87 и 318+87 КС).